# Ramat HaSharon
Ramat HaSharon (hebreiska: רָמַת הַשָּׁרוֹן, "Sharons höjd") är en stad i Israel belägen vid kusten i Sharonregionen. Ramat HaSharon ingår i Tel Aviv-distriktet, Gush Dan. Staden gränsar till Israels största stad Tel Aviv i söder, Hod Hasharon i öst samt Herzliya och Kibbutz Glil Yam i norr. 2009 hade staden cirka 40 600 invånare.